# 舒格克里克鎮區 (密蘇里州巴里縣)
舒格克里克鎮區（英語：Sugar Creek Township）是位於美國密蘇里州巴里縣的一個行政鎮區。

## 地方資料
舒格克里克鎮區的面積為103.62平方千米，皆為陸地。根據2020年美國人口普查的數據，當地共有人口1765人，而人口密度為每平方千米17.03人。